# Stadio Romano e Armando Apollonio
Lo stadio Romano e Armando Apollonio è un impianto sportivo di Cortina d'Ampezzo (Provincia di Belluno). Attualmente destinato a centro sportivo di tennis e padel, durante i VII Giochi olimpici invernali disputati nel 1956 nella località veneta, l'impianto ha ospitato alcuni incontri del torneo di hockey su ghiaccio quale campo da gioco sussidiario dello Stadio Olimpico del Ghiaccio.